# Progresiv TM
A Progresiv TM egy román rockegyüttes, mely 1972-ben alakult Temesváron. Kezdetben Clasic XX néven futottak, a Progresiv TM nevet 1973 áprilisától használták.

## Tagok
- Harry Coradini – vokál
- Ladislau Herdina – gitár, vokál
- Helmuth Moszbruker – dob
- Kovács Zoltán – basszus
- Ilie Stepan – basszus
- Ştefan Péntek – orgona
- Liviu Tudan – basszus, zongora, vokál
- Florin Ochescu – gitár
- Ion Cristian – dob, vokál
- Gheorghe Torz – furulya
- Mihai Farcaş – dob

## Lemezeik

### Nagylemezek
- Dreptul de a Visa (Electrecord, 1973)
- Puterea muzicii (Electrecord, 1979)

### Kislemez
- Amintiri / Anotimpuri (Electrecord, 1974)